# Storfjord (Kommune)
Storfjord (nordsamisch Omasvuotna, kvenisch Omasvuono) ist eine Kommune im norwegischen Fylke Troms. Die Kommune liegt südöstlich von Tromsø und hat 1829 Einwohner (Stand: 1. Januar 2025). Verwaltungssitz ist die Ortschaft Hatteng (nordsamisch Háhtta, kvenisch Hattu).

## Geografie

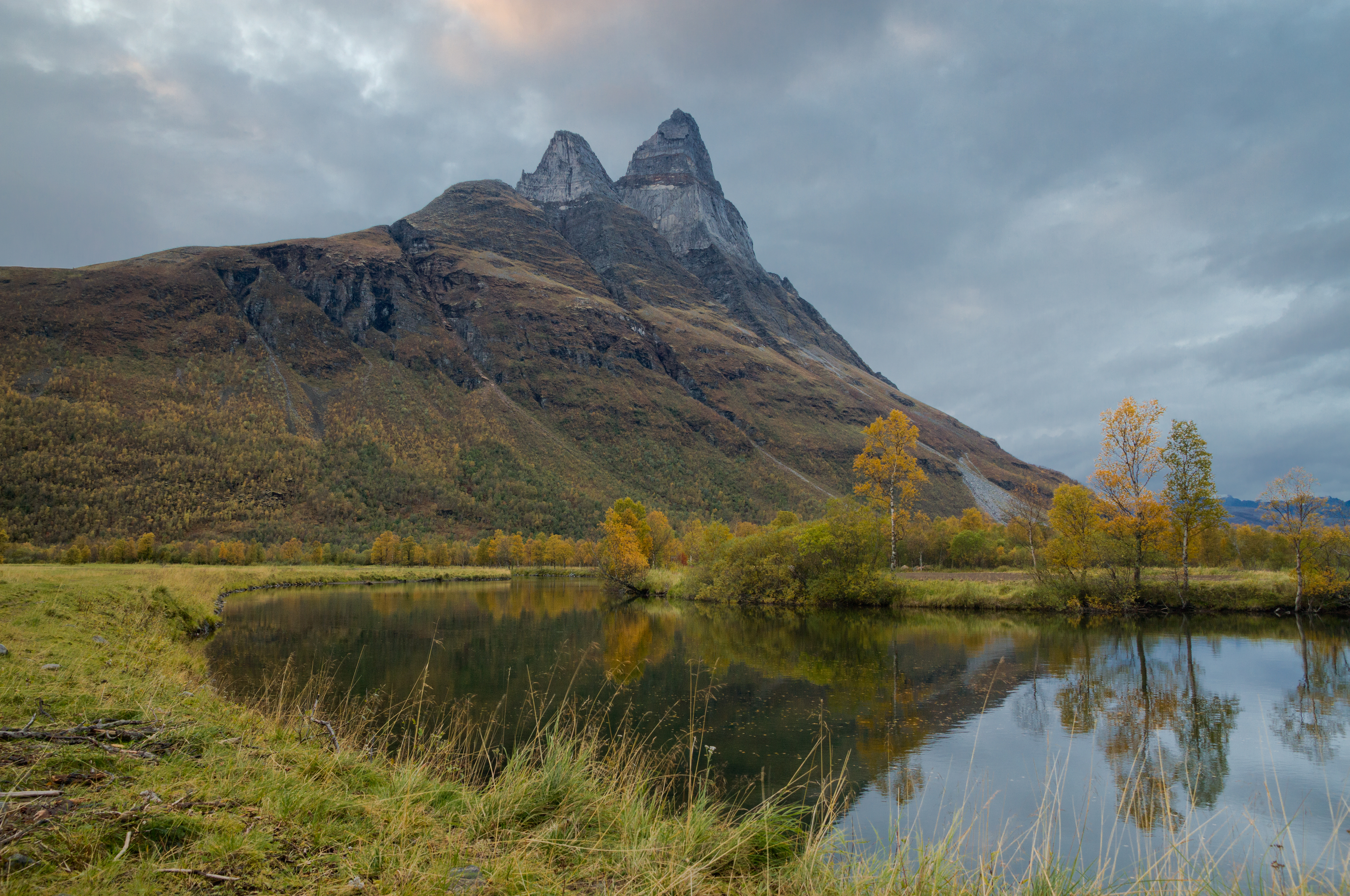
Signaldalelva und der Berg Otertinden

Storfjord liegt südöstlich der nordnorwegischen Stadt Tromsø an der Grenzen zu Schweden und zu Finnland. Die Kommune grenzt in Norwegen an Kåfjord und Lyngen im Norden, die Kommune Tromsø im Nordwesten, Balsfjord im Westen sowie Målselv im Südwesten. Im Süden von Storfjord liegt Schweden, im Osten Finnland. Das Dreiländereck wird Treriksrøysa genannt und liegt im See Golddajávri.
In die Gemeinde Storfjord schneidet sich von Norden kommend der Fjord Storfjord (norwegisch Storfjorden) ins Land ein. Dieser ist der innere Arm des Fjords Lyngen. In das innere Ende des Storfjords mündet der Fluss Signaldalelva (nordsamisch Čiekŋaleatnu, kvenisch Singalanjoki). Dieser fließt aus dem Südosten durch das Tal Signaldalen auf den Fjord zu. Kurz vor der Mündung mündet die ein weiter westlich gelegenes Tal durchfließende Balsfjordelva (nordsamisch Báhccavuonjohka, kvenisch Paatsivuononjoki) in die Signaldalelva. Aus dem Tal Kitdalen fließt aus dem Osten zudem die Kitdalselva (nordsamisch Čoaigedanvuovddijohka, kvenisch Soiketanouanjoki) auf den Fjord zu. Diese mündet in der Ortschaft Hatteng ebenfalls am inneren Fjordende ins Meer. Weiter nördlich aus dem Skibotndalen fließt die Skibotnelva (nordsamisch Gálggojohka, kvenisch Yykeänperänjoki) aus dem Osten in den Fjord ab. Mündungsort ist das Dorf Skibotn (nordsamisch Ivgobahta, kvenisch Yykeänperä). Die Gesamtfläche der Kommune beträgt 1.542,73 km², wobei Binnengewässer zusammen 66,12 km² ausmachen.
Die Erhebung Vassdalsfjellet stellt an der Grenze zu Balsfjord im Südwesten mit einer Höhe von 1587 moh. den höchsten Punkt der Kommune Storfjord dar. Die Westgrenze der Kommune verläuft in den Lyngenalpen. Das Gebiet geht seit 2004 in das Naturschutzgebiet Lyngsalpan landskapsvernområde ein. Dieses erstreckt sich über die vier Kommunen Tromsø, Storfjord, Balsfjord und Lyngen. Weitere Schutzgebiete in der Kommune sind das Lullefjellet naturreservat, das Røykeneselva naturreservat und das Skibotnutløpet naturreservat. In letzterem steht das Mündungsgebiet der Skibotnelva auf einer Fläche von insgesamt 1750 Dekar unter Schutz.

## Einwohner
Der Großteil der Einwohner leben in Skibotn am Ostufer des Storfjords sowie im Verwaltungszentrum Oteren/Hatteng. Die restlichen Einwohner verteilen sich entlang der Fjordküste sowie in den Haupttälern der Kommune. Nach dem Ende des Zweiten Weltkriegs hielt sich die Einwohnerzahl über einen langen Zeitraum stabil. In der Kommune leben heute Samen sowie Nachkommen von finnischen Immigranten und von im 19. Jahrhundert aus Südnorwegen in die Region eingewanderten Personen. Skibotn ist der einzige sogenannte Tettsted, also die einzige Ansiedlung, die für statistische Zwecke als eine Ortschaft gewertet wird. Zum 1. Januar 2024 lebten dort 540 Einwohner.
Storfjord hat weder Nynorsk noch Bokmål als offizielle Sprachform, sondern ist in dieser Frage neutral.
| Jahr          | 1986 | 1990 | 1995 | 2000 | 2005 | 2010 | 2015 | 2020 | 2025 |
| ------------- | ---- | ---- | ---- | ---- | ---- | ---- | ---- | ---- | ---- |
| Einwohnerzahl | 1917 | 1836 | 1939 | 1872 | 1934 | 1888 | 1898 | 1829 | 1829 |

## Geschichte
Die Gemeinde Storfjord entstand 1929, als sie mit damals 1499 Einwohnern von Lyngen abgespalten wurde. Zugleich wurde auch die Kommune Kåfjord mit 2482 Einwohnern von Lyngen abgetrennt. Lyngen selbst verblieb mit 2225 Einwohnern. Zum 1. Januar 1964 ging ein unbewohntes Gebiet von Balsfjord an Storfjord über. Zu einer erneuten Grenzänderung in einem unbewohnten Gebiet kam es zum Anfang des Jahres 1992, als ein Areal von Lyngen an Storfjord überführt wurde.
In Skibotn leben viele Nachkommen von finnischen Immigranten, die sich im 18. und 19. Jahrhundert in Norwegen niederließen. Der Ort fungierte zu dieser Zeit als Handelszentrum für die nördliche Skandinavische Halbinsel. Das Signaldalen wurde in der Mitte des 19. Jahrhunderts von aus dem Süden Norwegens zugezogenen Personen besiedelt. Diese kamen vor allem aus den Regionen Trøndelag, Gudbrandsdalen und Østerdalen und brachten dortige Dialekte mit, die sich auch heute noch wiederfinden.
Die Storfjord kirke ist eine Holzkirche aus dem Jahr 1952. Sie liegt in Hatteng.

## Wirtschaft und Infrastruktur

### Verkehr

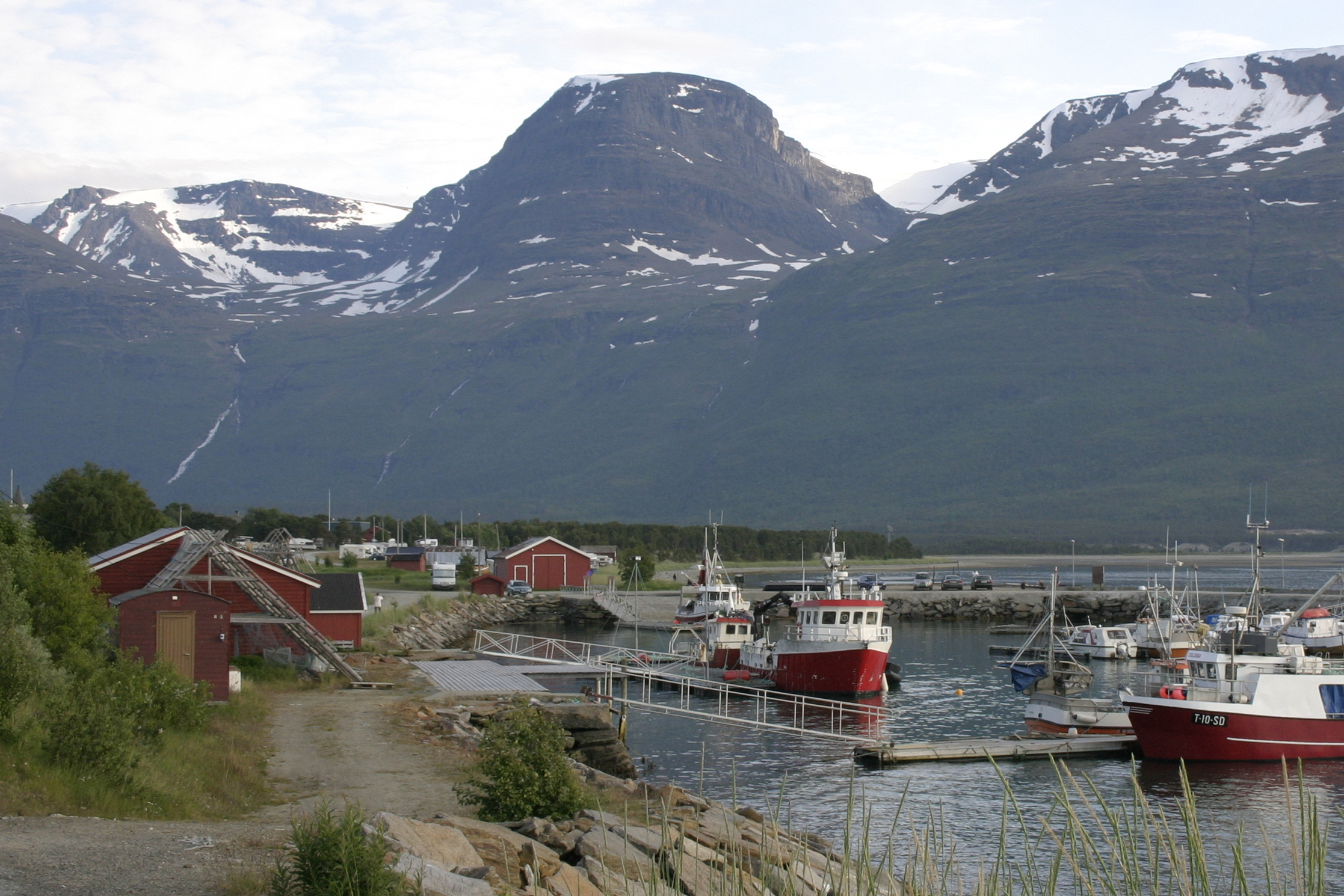
Blick auf den Hafen von Skibotn und den Storfjord

Aus dem Süden führt die Europastraße 6 (E6) auf den Storfjord zu. Von Oteren/Hatteng am inneren Fjordende des Storfjords führt sie an der Ostküste weiter in den Norden. In Skibotn zweigt die Europastraße 8 (E8) in den Osten ab. Diese führt von Skibotn aus durch das Skibotndalen an die finnische Grenze. Die E6 führt von Skibotn weiter entlang des Storfjords in den Norden, bis die nördliche Gemeindegrenze erreicht ist. Von Oteren aus an der Westseite führt der Fylkesvei 868. Zudem führt in die beiden Täler Kitdalen und Signaldalen jeweils ein Fylkesvei.

### Wirtschaft
Für die Lokalwirtschaft ist die Landwirtschaft von Bedeutung. Typisch ist dabei die Tierhaltung, teils in Kombination mit Fischerei. In Storfjord gibt es auch Fischzuchtanlagen. Im Bereich der Forstwirtschaft ist vor allem die Brennholzgewinnung verbreitet. Von nur sehr geringer Bedeutung ist hingegen die Industrie. In Storfjord werden mehrere Wasserkraftwerke betrieben. Das größte ist das Kraftwerk Skibotn mit einer mittleren Jahresproduktion von 340,5 GWh in den Jahren 1981 bis 2010. Das Kraftwerk wurde 1979 in Betrieb genommen und nutzt eine Fallhöhe von rund 440 Metern. Im Jahr 2021 arbeiteten von rund 870 Arbeitstätigen knapp 560 in Storfjord selbst, über 100 Personen pendelten in die Nachbarkommun Balsfjord. Zudem waren über 70 Personen in Tromsø tätig.

## Name und Wappen

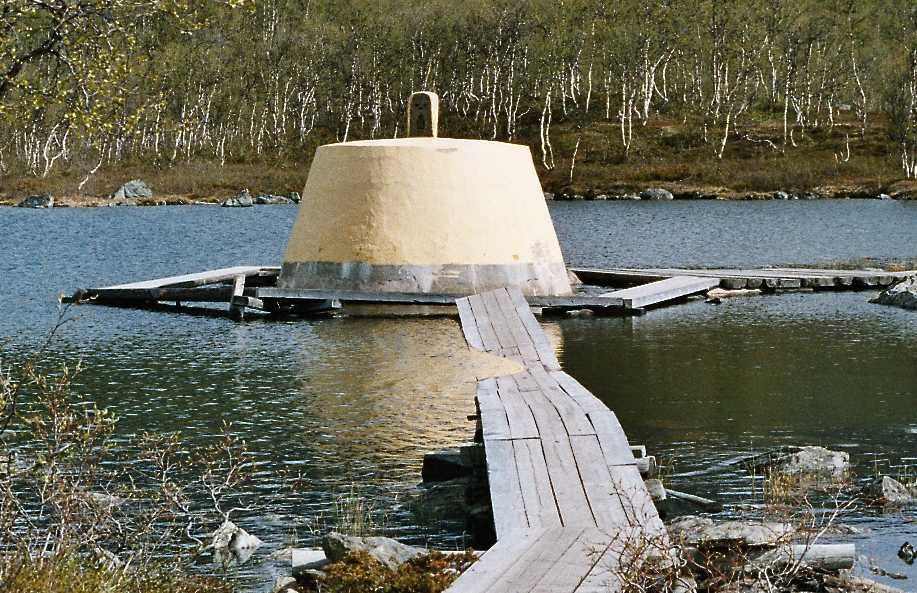
Treriksrøysa, Grenzmarkierung

Das seit 1990 offizielle Wappen der Kommune zeigt drei goldene Mohnblumen auf rotem Hintergrund. Sie sollen die drei aneinandergrenzenden Länder symbolisieren sowie die norwegische, samische und kvenische Kultur. Der Gemeindename bedeutet „großer Fjord“ und ist vor allem als Fjordname in Norwegen weit verbreitet. Neben dem norwegischen Namen Storfjord hat die Kommune seit 2014 auch einen offiziellen nordsamischen und einen offiziellen kvenischen Namen.

## Persönlichkeiten
- Leonhard Seppala (1877–1967), norwegisch-amerikanischer Musher und Hundezüchter
- Caroline Knutsen (* 1983), Fußballtorhüterin